# 臺灣地圖史

臺灣與世界

台灣地圖史可追溯自1100年（宋朝哲宗元符三年）的《古今華夷區域總要圖》。之後，被葡萄牙人「發現」並命名為福爾摩沙的台灣島，隨即在16世紀－17世紀的大航海時代各種航海圖大量出現。其中多幅地圖，更成為荷蘭與西班牙統治台灣的重要參考依據。
歷經清政府設省和日治時期的殖民統治下，台灣地圖以各種樣貌顯示，也因技術純熟，各種台灣高比例地圖陸續出版。不過因戒嚴因素，進入中華民國時期，台灣大比例尺地圖普遍被禁止繪製使用，此種現象，直至解嚴之後才改善。
相較其他地區的古地圖，台灣地圖史顯現更多的特殊地名、地方特色、空間觀點與地理變遷。而此應用共識，尤以1990年代中期之後，更為普遍。

## 中國宋元明代
首度可能指涉台灣的是宋朝《古今華夷區域總要圖》為《歷代地理指掌圖》的首幅地圖，非實測的該地圖，將台灣命之為流求，面積表示與日本、昌國（日本九州及四國）相同，另外，1274年《輿地圖》將台灣表列於江浙兩省交界的對岸位置。
1461年的《大明一統之圖》，台灣於中國地圖的位置或形狀終於較為接近現實，1501年的《輿地全圖》或1605年的《乾坤一統海防全圖》、1626年的《輿地圖摹繪增補本》則又將台灣圖樣偏離事實均多。而會造成此現象，主因為此類型地圖多為中國山水畫法，並無較科學之經緯度三角測量畫法。

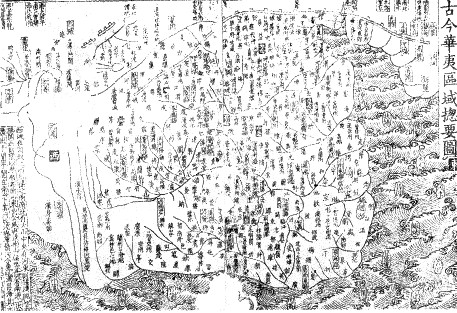
宋代《古今華夷區域總要圖》標示「流求」，無法確知是否為台灣
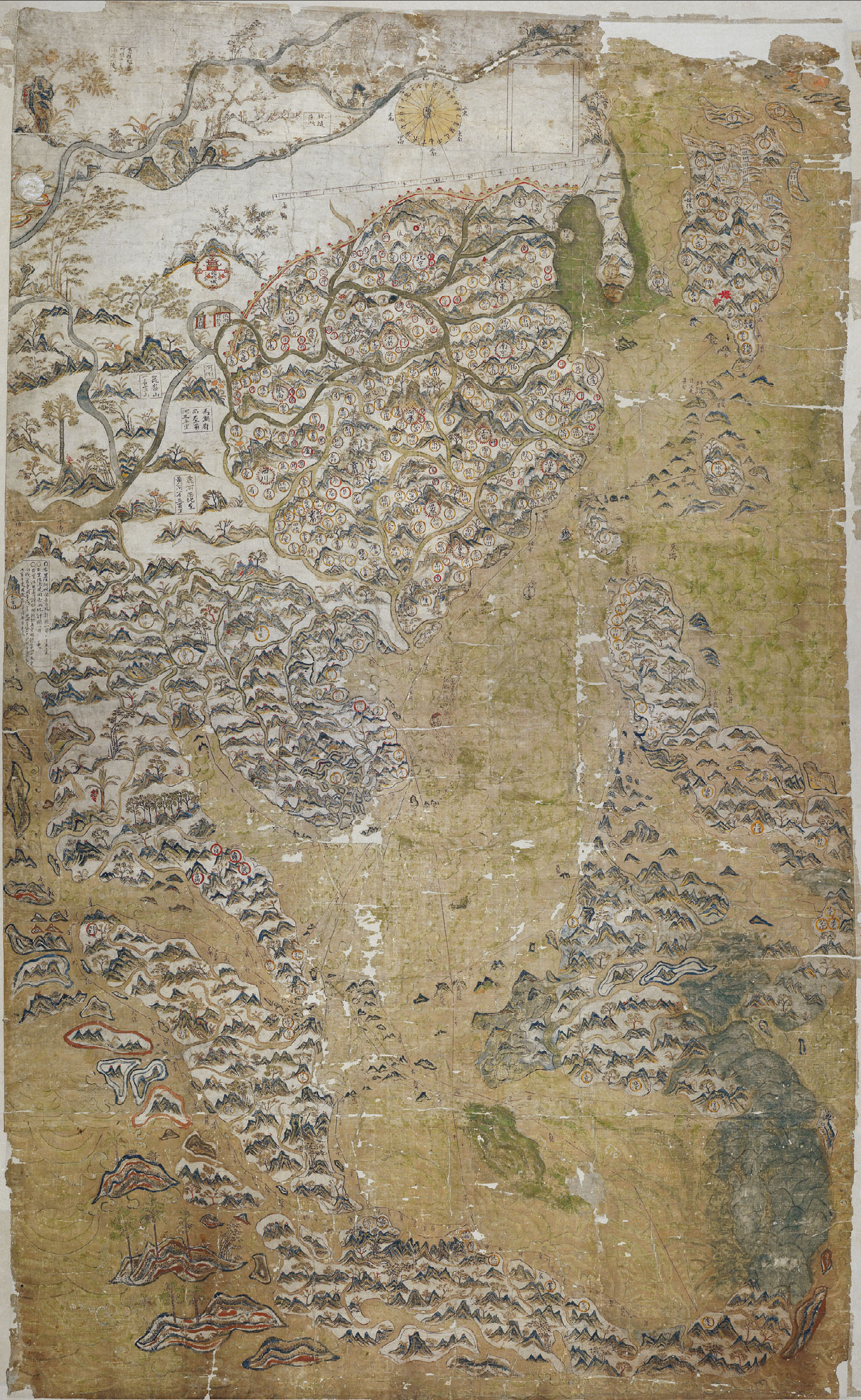
17世紀初雪爾登中國地圖描繪航線針路，在推定為台灣之處標示「北港」、「加里林」兩地名

## 大航海時代

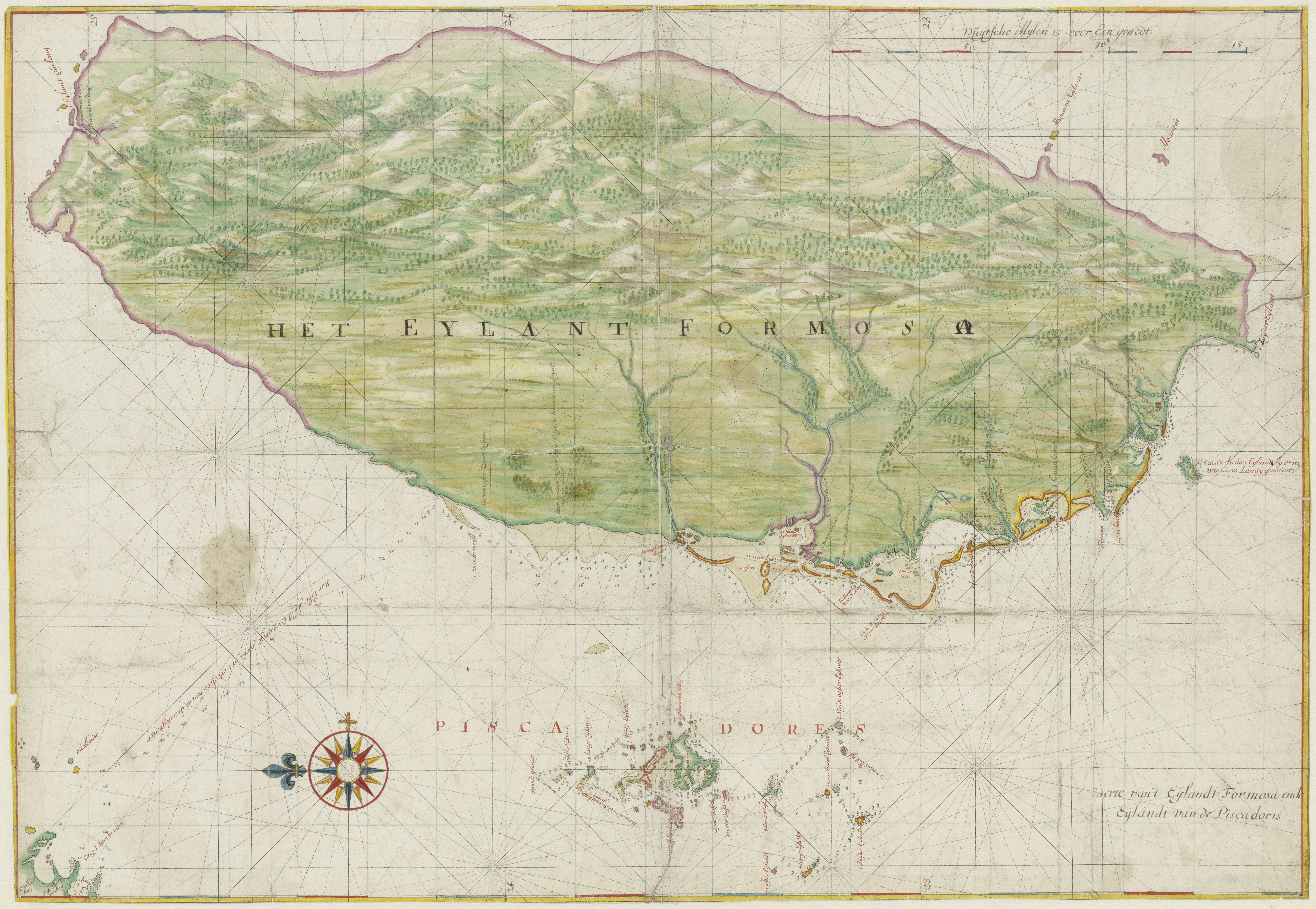
「北左南右，東上西下」的橫躺臺灣地圖在歷史文獻屢見不鮮(如：許多十七世紀歐洲人畫的台灣地圖，乃至中國方面的地圖)：圖為1640年所繪福爾摩沙地圖

1554年，葡萄牙Lopo Homem依照實測繪製的世界地圖，粗略地畫出一個島的台灣，為西方國家首度將台灣納入繪製的的地圖作品，施雅軒認為這是根據北方針路往琉球、日本航經台灣北端的航海資料，只繪製台灣北端的一角。但在之後的航海圖經常把台灣畫成兩個或三個島嶼組成的地貌，伊能嘉矩推測是因為巨大河口貫穿全島，曹永和認為是葡萄牙製圖師根據不同方向針路的航海資料揉和在同一地，造成「台灣三島」的該錯誤印象，由此普遍存在於16世紀末至17世紀初的地圖繪製，例如此期間明代繪製各地圖與日本幕府所繪製的《東洋諸國圖》。
1597年西班牙科羅內爾繪製《呂宋、艾爾摩沙島與部分中國沿岸圖（Isla Luzon, Isla Hermosa and a part of costa de la China）》，是西方首次完整繪製台灣單一島嶼地圖，然而此圖似乎並未扭轉世人的誤解。
1622年荷蘭東印度公司巴達維亞總督派艦隊攻打澳門失敗，改前往佔領澎湖築城。1624年，在澎湖與明軍已對峙兩年，公司與明政府協議前往境外的台灣西南海岸設立據點，首任台灣長官宋克命令荷蘭海員與地圖繪圖師合作，於1625年3月5日－3月25日駕駛戎克船實測褔爾摩沙島，並以北緯25°10－北緯20°30涵蓋海域完成了全世界首張外型大致正確的台灣區域地圖，並準確將台灣描繪成一個島的地圖，而該圖的發行出版徹底改變世人將台灣視為三個島的誤解。
1626年西班牙佔領台灣北端雞籠、淡水，荷蘭與西班牙爭相競逐於台灣，該兩國繪製的台灣地圖有顯著的進步，例如荷蘭1642年擊敗在北台灣的西班牙後，所繪製原名《淡水與其附近村社暨雞籠島略圖（Kaartje van Tamsuy en omleggende dorpen, zoo mede het eilandje Kelang）》的《大台北古地圖》，至今仍為歷史學者研究北台灣地區的重要藍本。

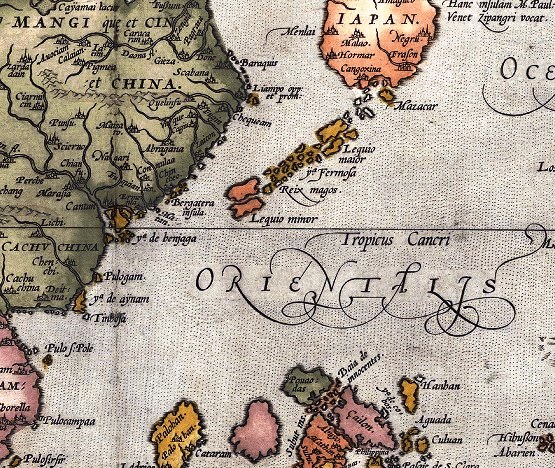
1570年由荷蘭人所繪未橫跨北迴歸線的並排島鏈，最南端的小琉球（Lequio minor）
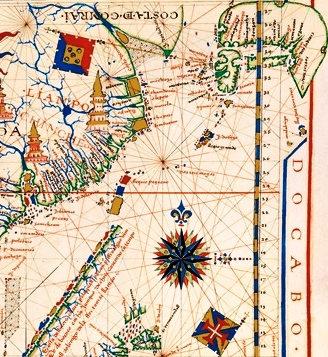
1571年葡萄牙人費爾南·瓦斯·多拉多（Fernão Vaz Dourado）所繪橫跨北迴歸線的台灣被分隔成三個島嶼，北島標示小琉球（llequio peqeno）
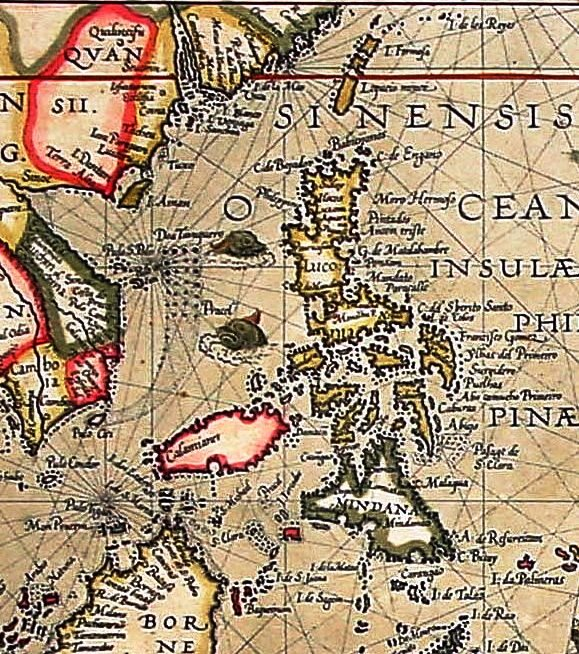
1592年荷蘭人普朗修斯（Petrus Plancius）取得葡萄牙圖資所繪《摩鹿加群島》局部，繪出福爾摩沙、菲律賓與東南亞
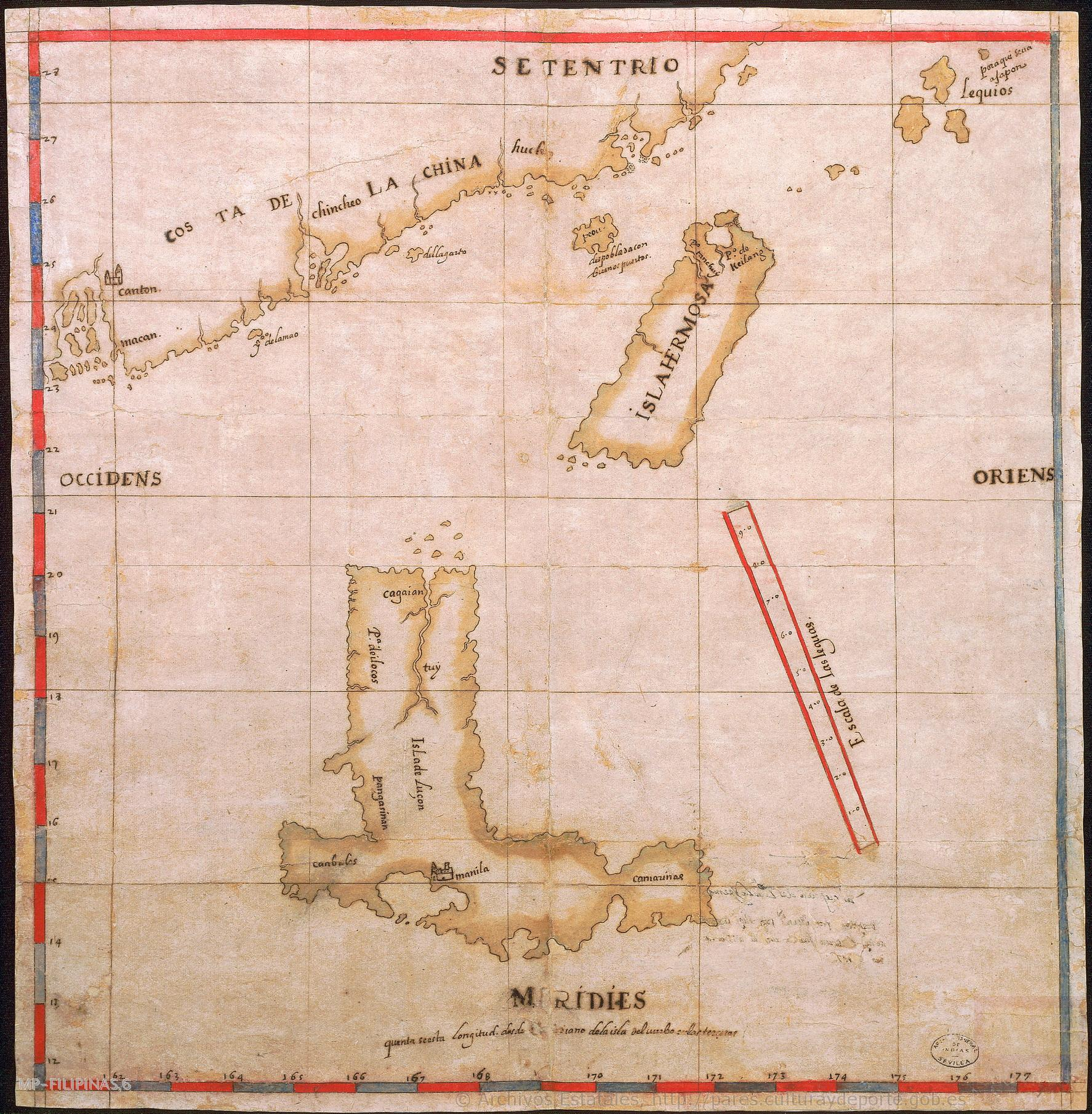
1597年西班牙科羅內爾（英语：Hernando de los Ríos Coronel）繪製《呂宋、艾爾摩沙島與部分中國沿岸圖》，將台灣畫成一座輪廓變形但大小位置大致正確的島，在台灣北端標有基隆港（Po. de Keilang）與淡水港（Po. Tanchuy）
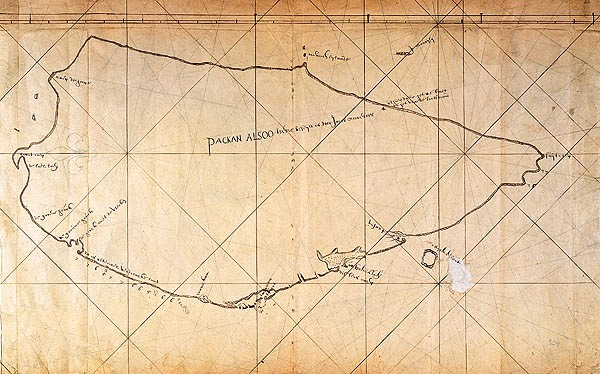
1625年荷蘭人經環島實測所繪福爾摩沙，將臺灣畫成一個島嶼
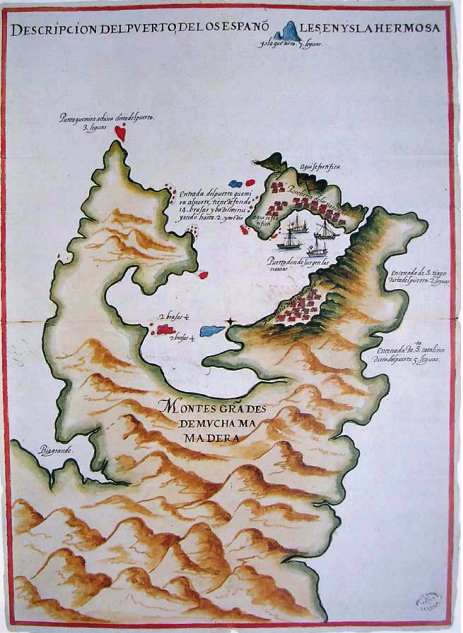
1626年馬尼拉西班牙人所繪《艾爾摩沙島西班牙人港口描述圖》
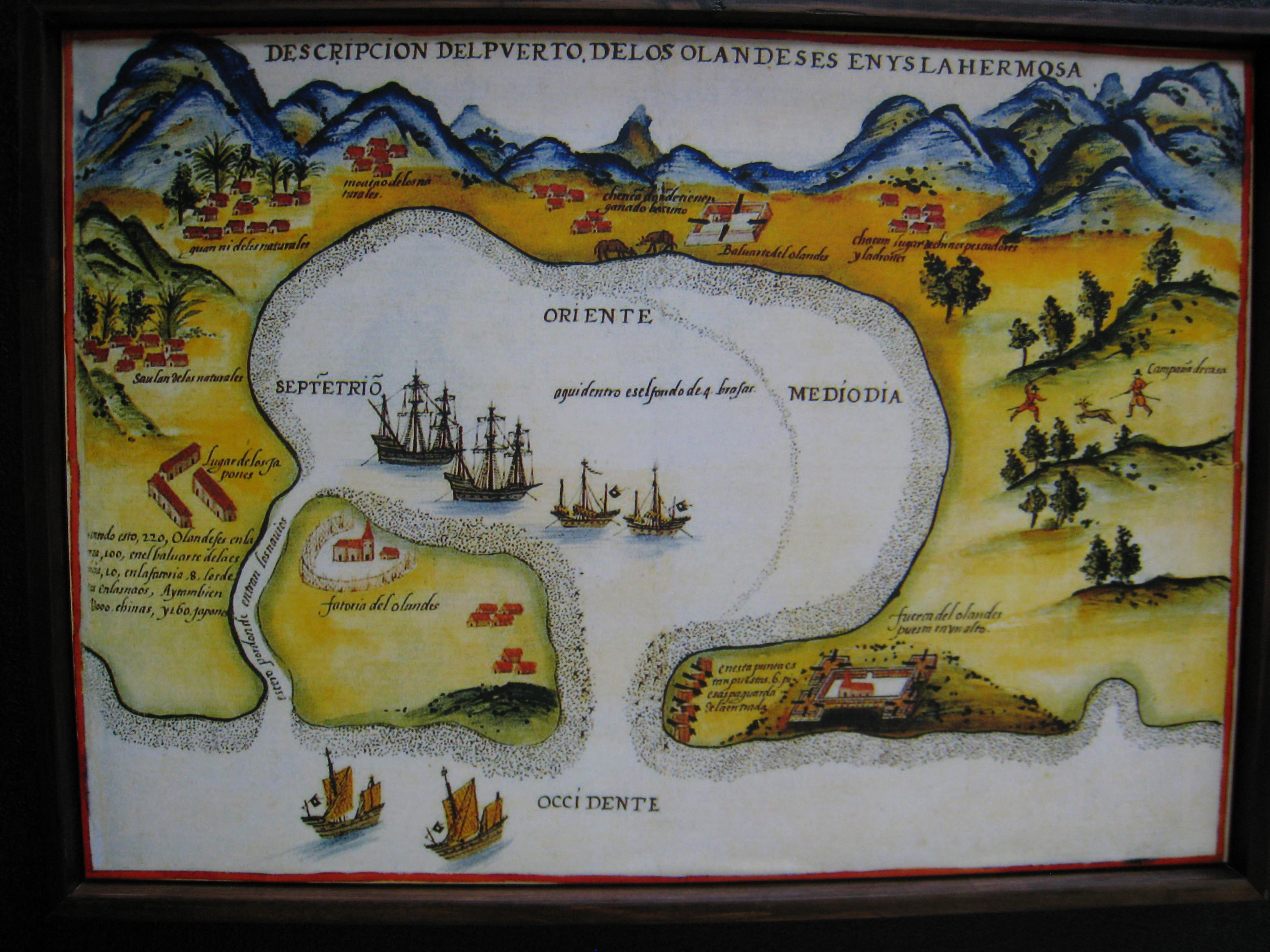
1626年馬尼拉西班牙人所繪《艾爾摩沙島荷蘭人港口描述圖》（通稱《大員港圖》）[2][3]:28[4]:54-56
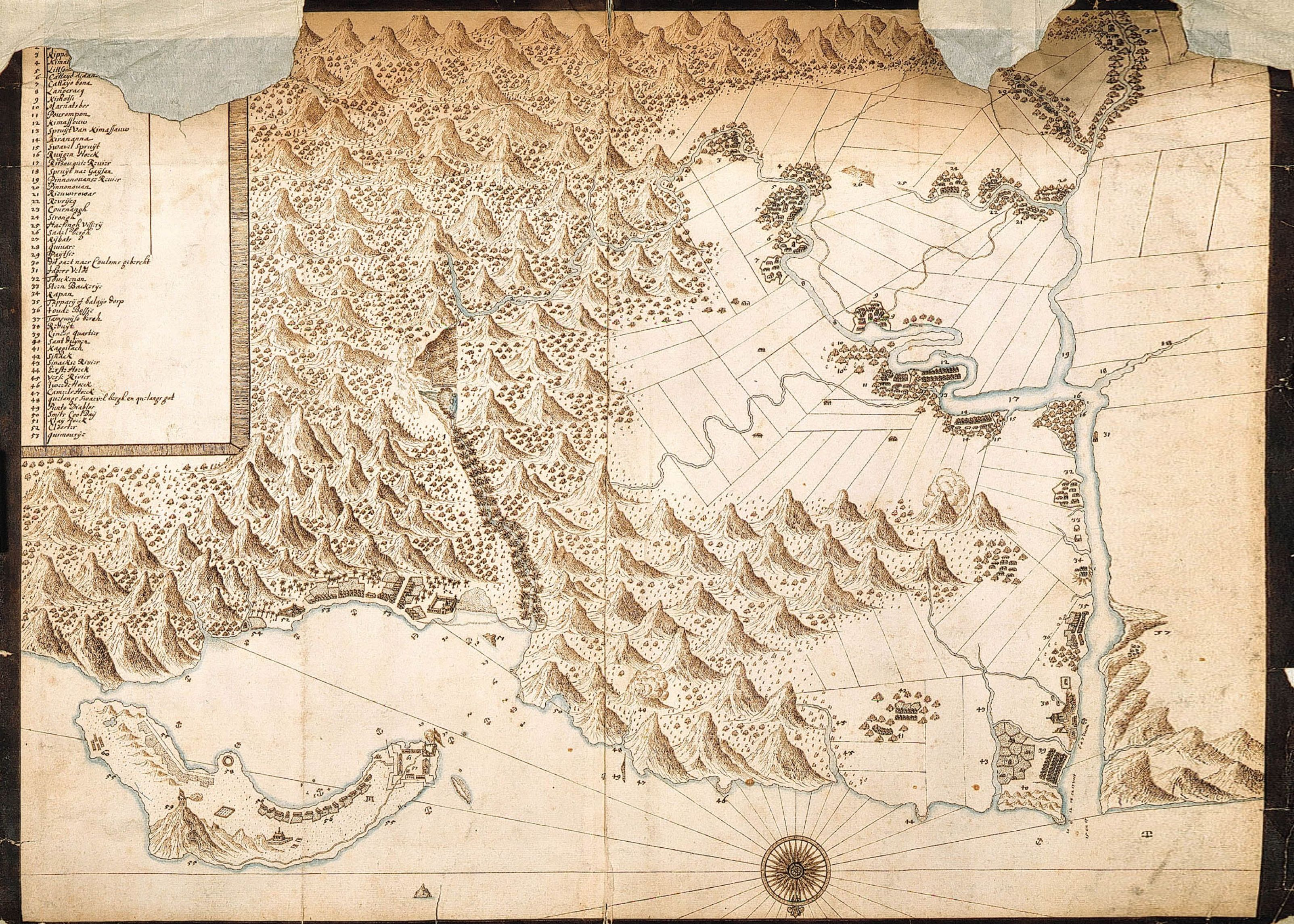
《大台北古地圖》
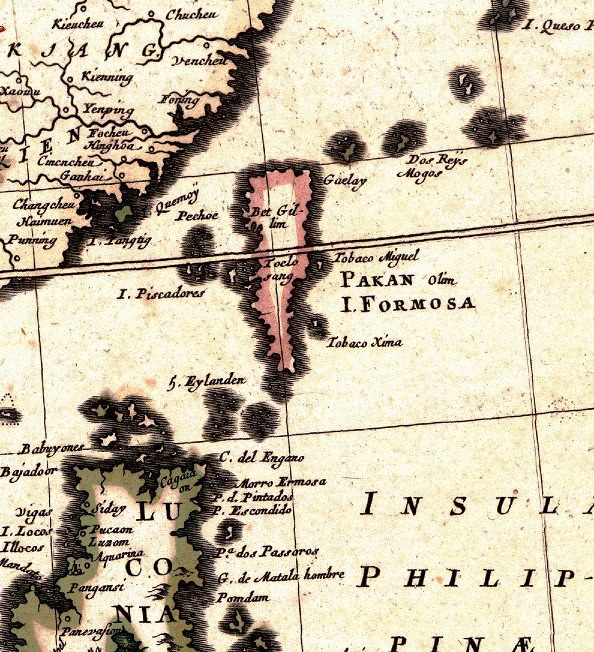
1662年荷蘭人所繪福爾摩沙
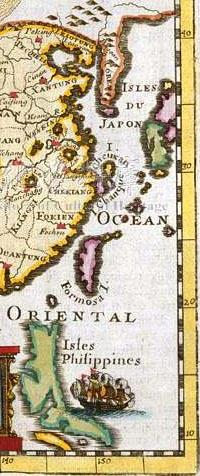
1683年義大利人所繪福爾摩沙與鄰國

## 明鄭時期及清治時期
17世紀後期－19世紀末，鄭氏及清治有關地圖圖冊列出台灣地圖的較著名有：《台灣略圖》、《台灣府三縣圖》、《台灣府疆域圖》、《沿海全圖》、《台灣府總圖》、《大清萬年一統天下全圖》、《大清一統輿圖台灣圖》、《皇清一統輿地全圖》等等（《欽定大清會典》）。其中，乾隆朝之前的地圖多為山水畫法，之後則多採用西方世界的科學化地圖繪製方式。因漢人移民而自史前時期開發至歷史時期的台灣，清朝時期所繪製的台灣地圖，較中國其他地區更具研究文獻價值。推測可能由清朝間諜或鄭氏降將所繪的1664年《永曆十八年台灣軍備圖》（藏於國立中央圖書館，與藏於故宮的《台灣略圖》幾乎雷同），圖中地名本使用漢文書寫，不過圖樣完成後，仍立即張貼標示寫著；例如「偽承天府」字樣的滿文小紙條。1708年，康熙朝的《康熙皇輿全覽圖》，為以天文觀測與星象三角測量方式進行的首部中國地圖作品。該地圖的台灣地形樣貌，也較接近實際情形，其台灣地圖部分節錄複製而成的《康熙台灣輿圖》，今仍為台灣博物館的鎮館之寶。

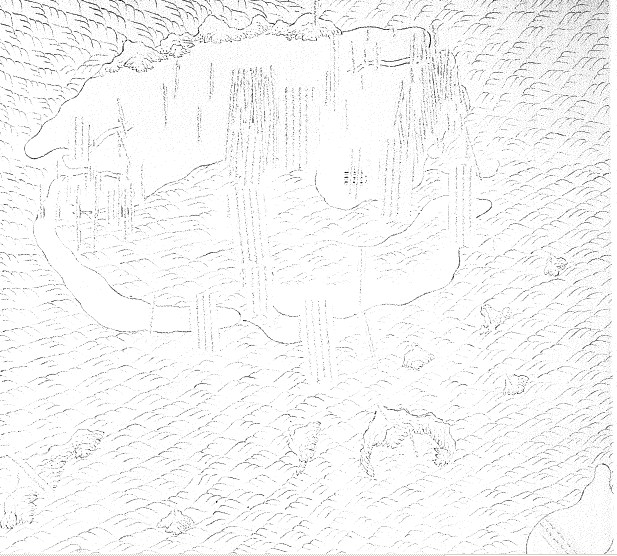
《台灣略圖》與鄭氏時1664年《永曆十八年台灣軍備圖》幾乎雷同
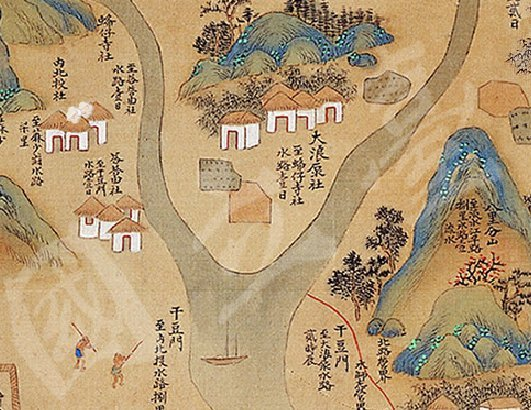
康熙臺灣輿圖局部
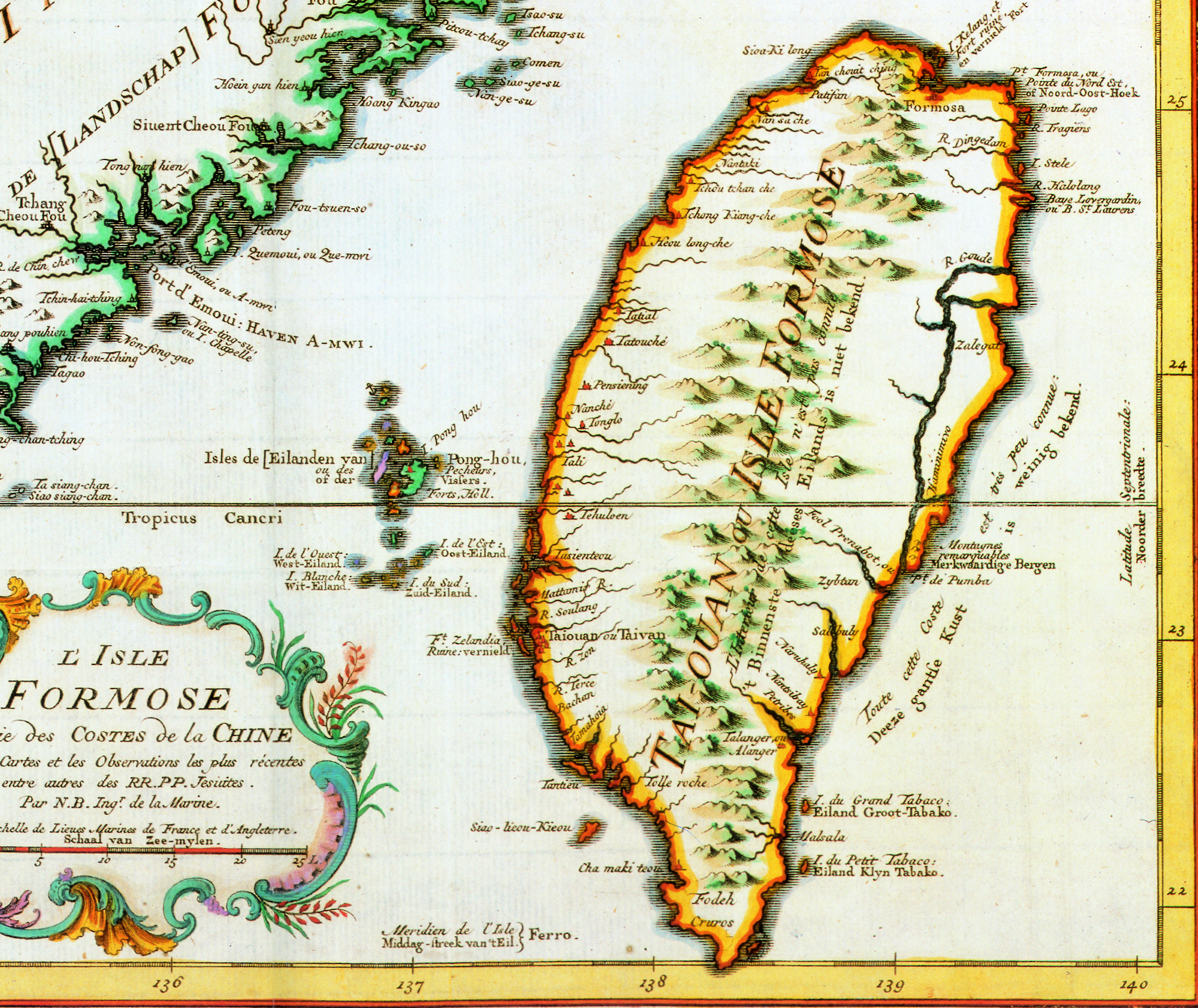
1756年法國人所繪福爾摩沙島，花蓮被視為三個斷開的島嶼
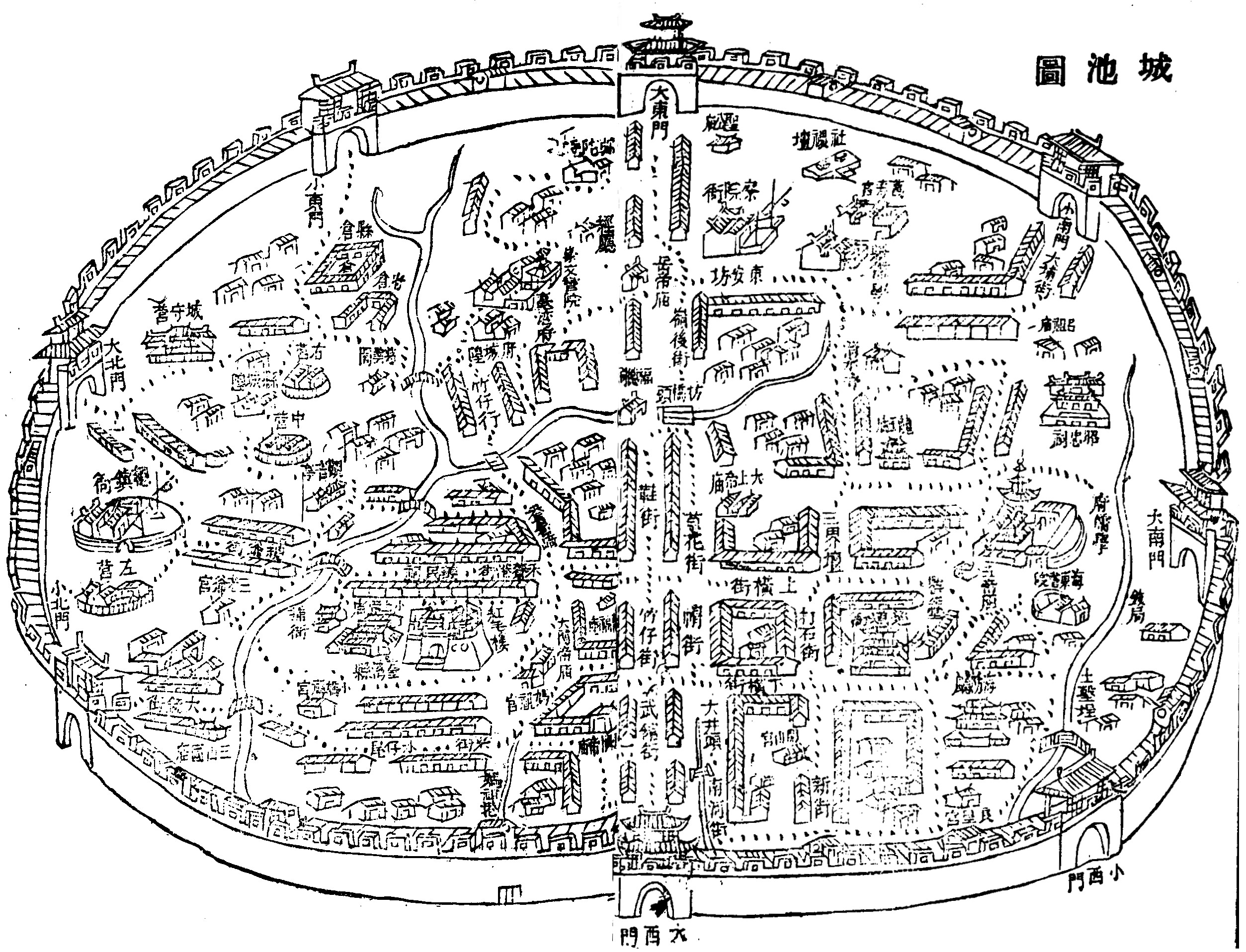
1807年，謝金鑾《續修臺灣縣志》臺灣縣城池圖
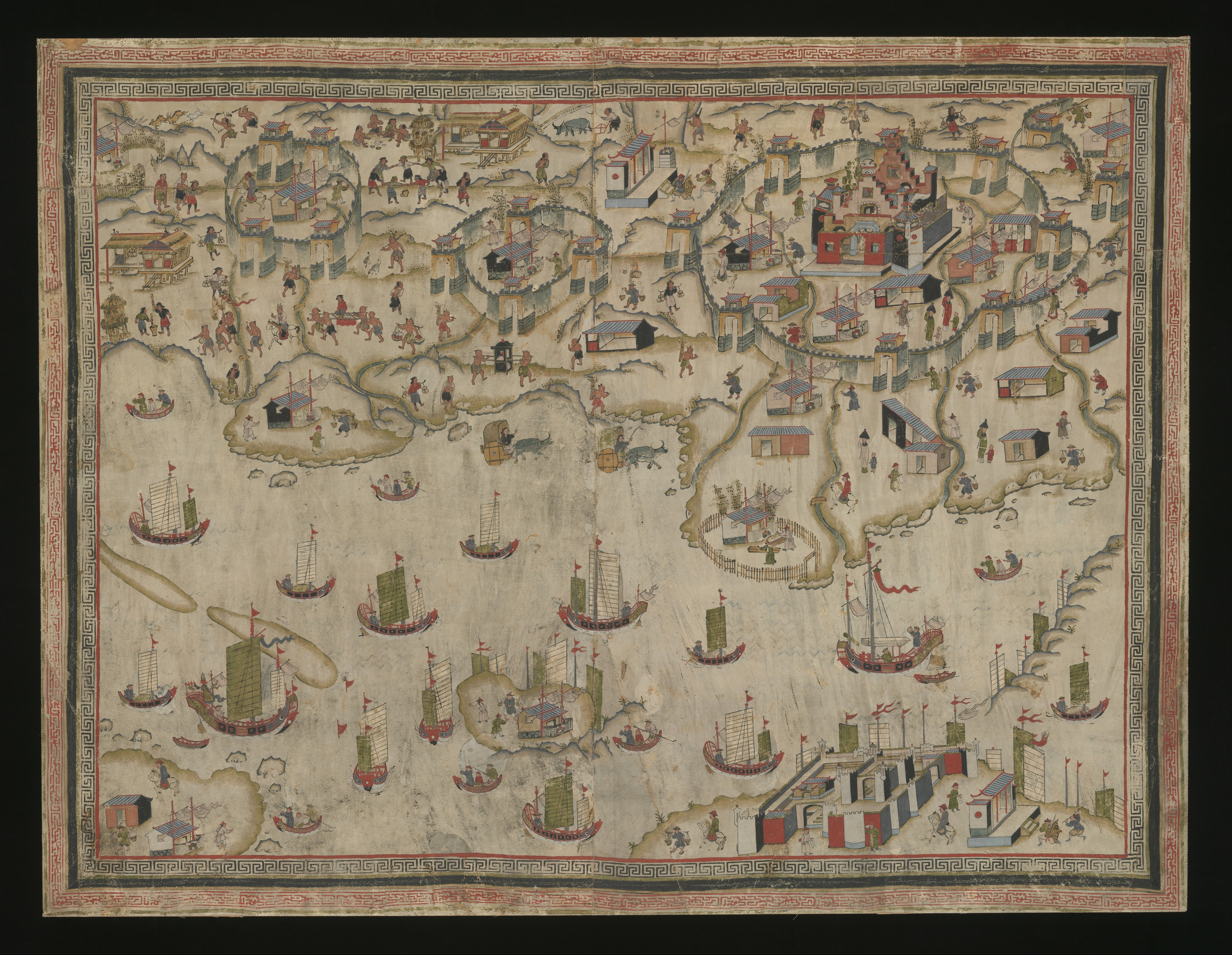
台南地區荷蘭城堡
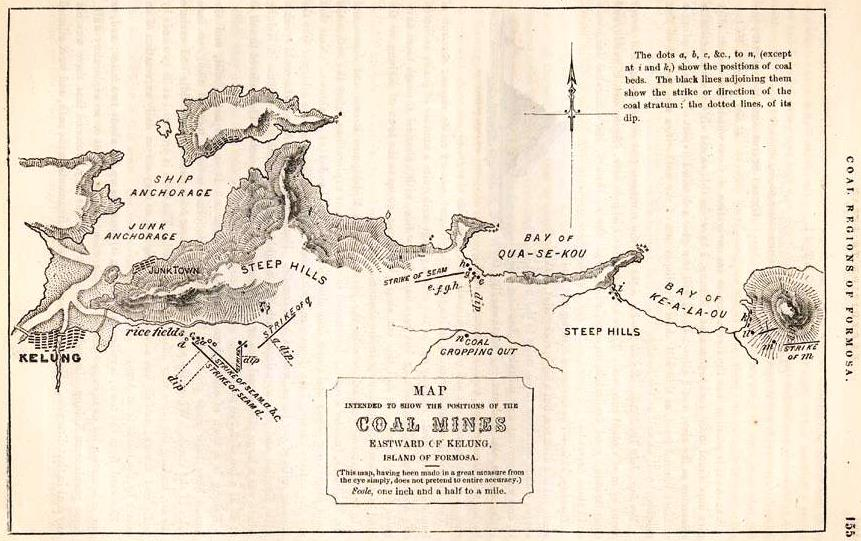
1856年美國人所繪基隆以東煤礦分布
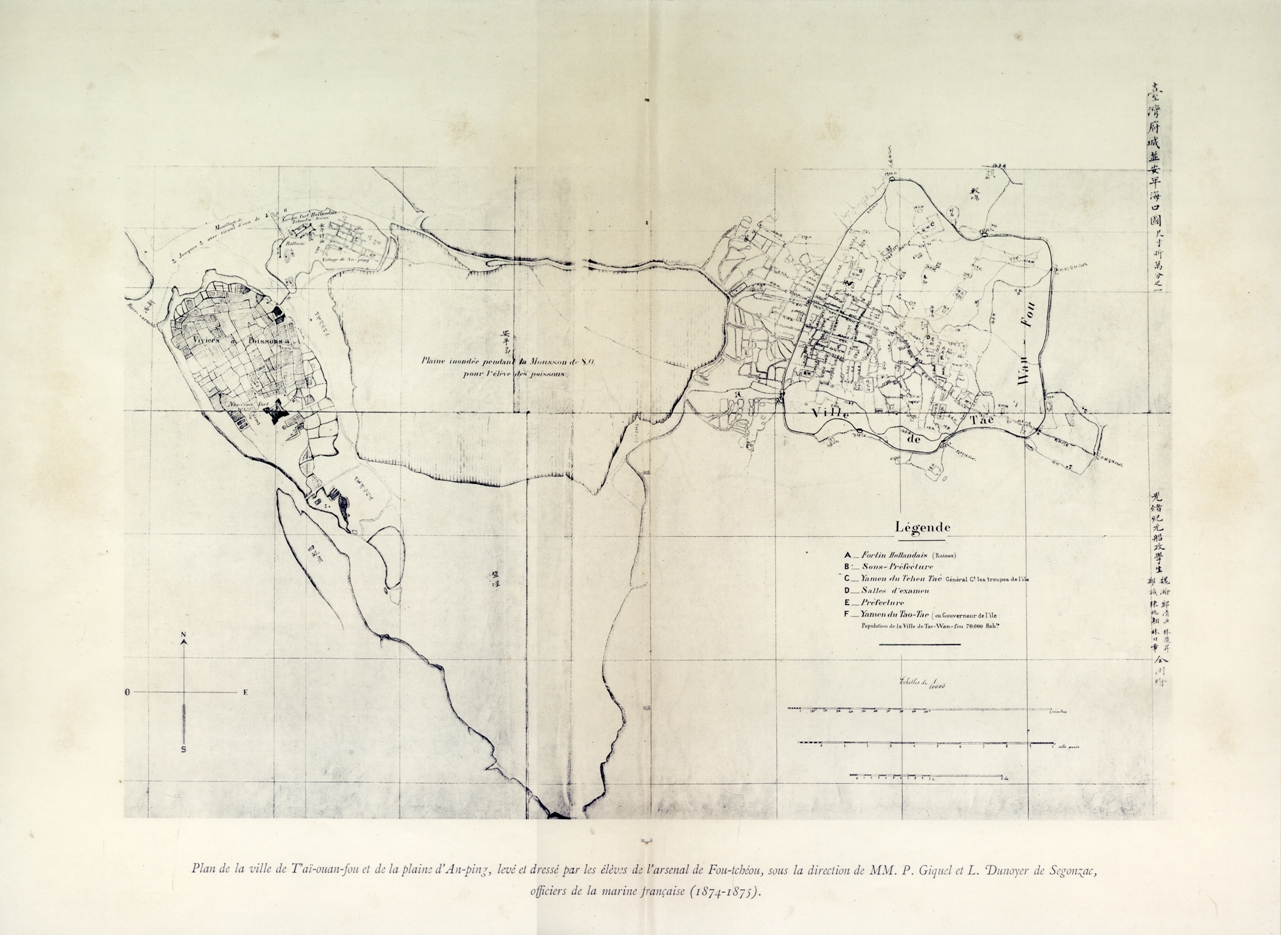
1875年《臺灣府城並安平海口圖》
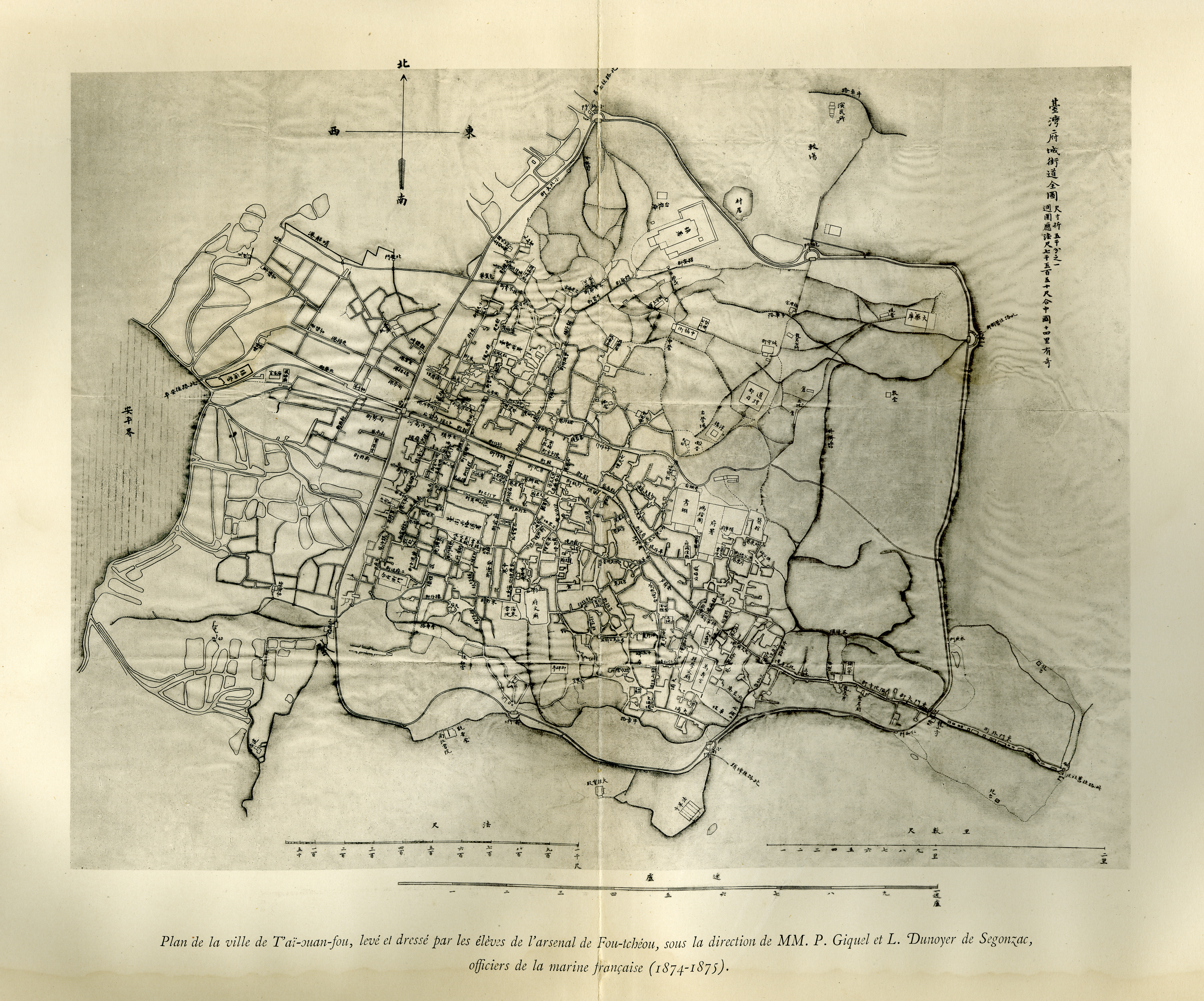
1875年《臺灣府城街道全圖》

## 日治時期
1895年，清朝在馬關條約中，將台灣割予日本。因為日人導習西方科學技巧，故善用經緯度座標與測量基準點，使台灣地圖繪製技術轉趨成熟。尤其自1898年起進行的台灣「土地調查」，更在製作地籍清冊之外，有助於台灣地圖的繪製，例如1904年完成的464幅《台灣堡圖》便是這項土地調查的具體成果。1920年代，空照與天文測量技術成熟應用於地圖製作後，台灣地圖更臻完美。直至1930年代，以日本畫家為主的多幅台灣鳥瞰圖；如《台灣鳥瞰圖》、《台灣俯瞰圖》、《台灣全島鳥瞰圖》等等成為台灣地圖史演進過程的特色之一。

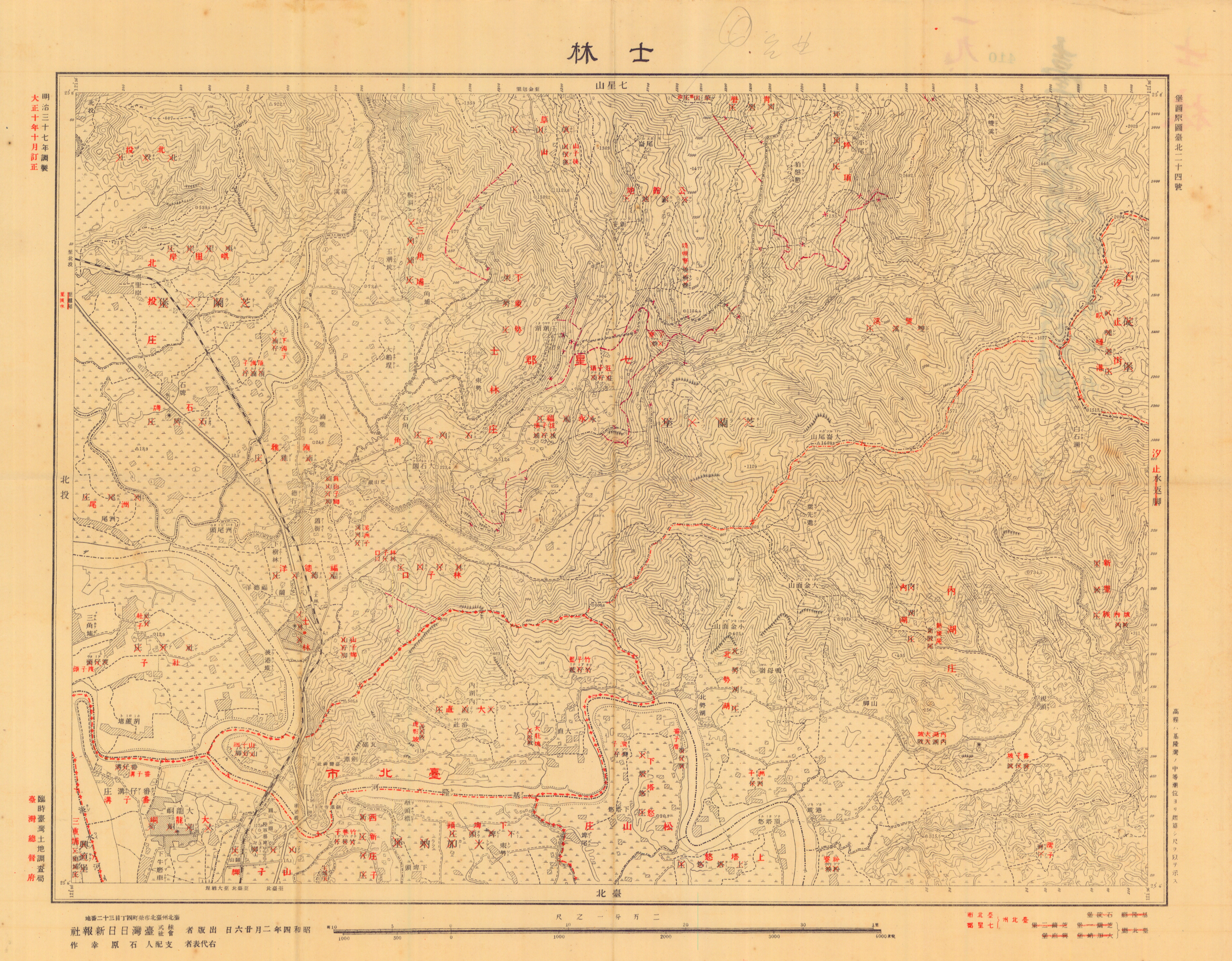
1929年《臺灣堡圖》士林地圖
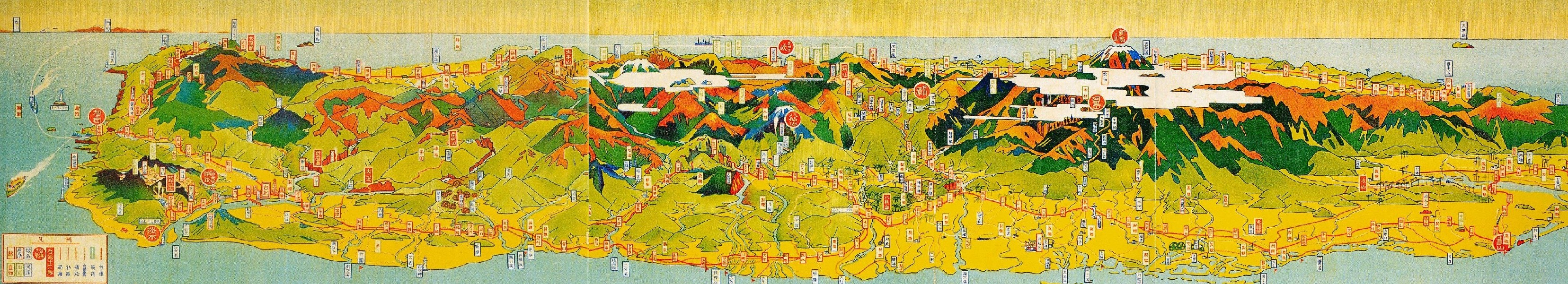
1928年，鐵道部於台灣日日新報刊登的觀光地圖，上面標明台灣鐵路沿線各大站及城鎮位置，並註記台灣八景與十二名勝
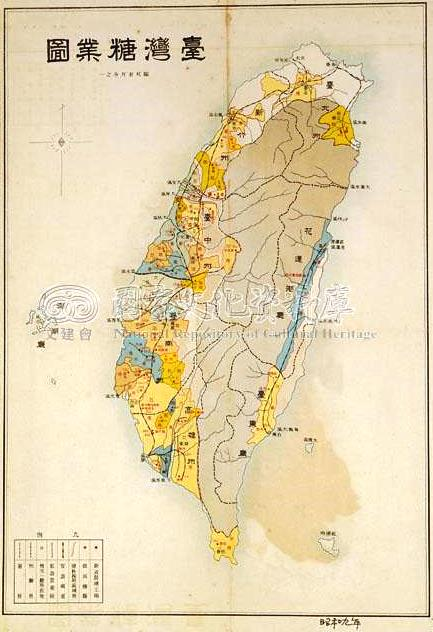
1934年日本人所繪臺灣糖業圖
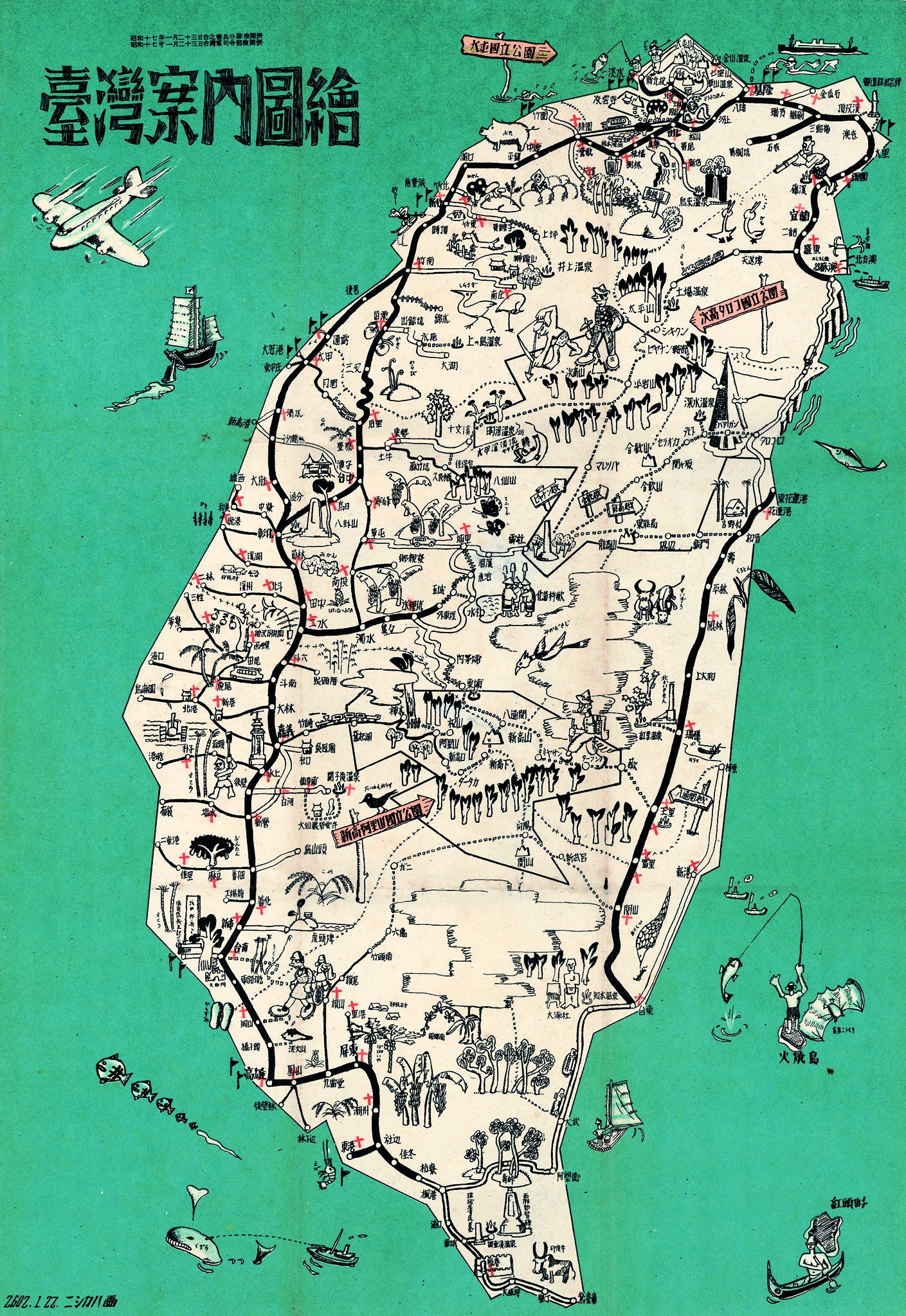
1942年臺灣案內圖繪旅遊指引
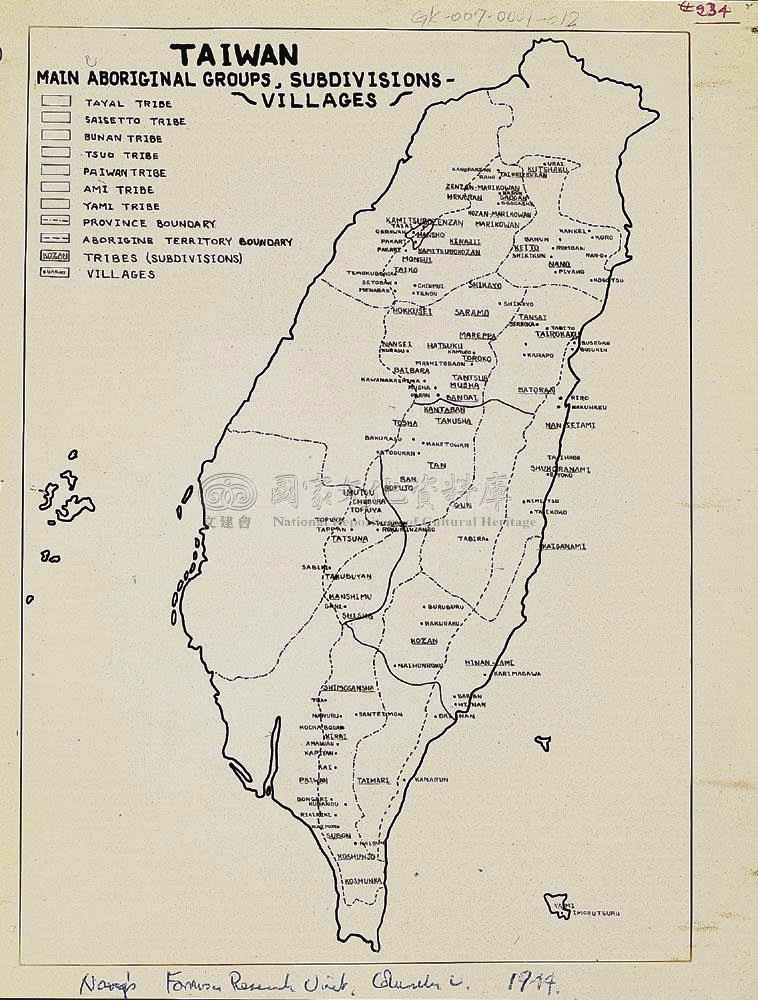
1944年美國人所繪臺灣原住民分布圖
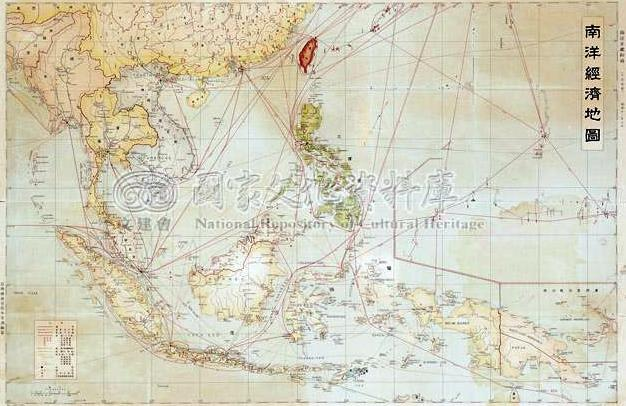
臺灣與南洋經濟地圖

## 中華民國時期
1945年二戰結束後，中華民國國民政府依聯合國一般命令第一號命令，代表盟軍接收台灣，台灣地圖使用與研究，除了於實務應用外，於衛星地圖產生之前的台灣風景地圖、台灣產業地圖等，也於1970年代之前頗受注目及歡迎。不過，因長期實施戒嚴下，1945年－1980年代中期，大比例尺的台灣地圖仍長期被視為機密資料。此現象，一直到台灣解嚴之後才漸趨改善。1990年代，於台灣陸續出版的台灣地圖史研究書籍，讓台灣地圖史成為另一台灣本土教育的顯學。根據多位台灣地理學者表示，台灣地圖較為特殊的台灣地名顯示、地方特色描繪記載、空間觀點的特殊環境識覺和展現滅失聚落座標的地理變遷，對於研究劇變的台灣歷史或台灣鄉土教育，都是相當重要資料與紀錄工具。